# Xã Wysox, Quận Carroll, Illinois
Xã Wysox (tiếng Anh: Wysox Township) là một xã thuộc quận Carroll, tiểu bang Illinois, Hoa Kỳ. Năm 2010, dân số của xã này là 1.366 người.